# Arjuna Award
Arjuna Award – nagroda ustanowiona w 1961 przez rząd Indii dla uhonorowania osiągnięć w dziedzinie sportu. 
Przyznawana jest w wielu kategoriach, w sportach olimpijskich a także krykiecie, wrestlingu, golfie, kabaddi oraz szachach. Składa się z wykonanej z brązu statuetki przedstawiającej jednego z bohaterów eposu Mahabharata - Ardźuny, certyfikatu oraz nagrody pieniężnej. Od 1961 aż do utworzenia nagrody Khel Ratna była najważniejszą indyjską nagrodą sportową. 